# Estación Domselaar
Domselaar es una estación ferroviaria ubicada en la localidad de Domselaar, en el partido de San Vicente, Provincia de Buenos Aires, Argentina

## Servicios
Es una estación intermedia entre la estación Alejandro Korn y Chascomús de la Línea General Roca.

## Infraestructura
Mantiene su arquitectura original y sin modificaciones, a pesar de su antigüedad. Posee el reloj original y los carteles nomencladores en perfecto estado. A los fines de prestar servicio nuevamente, se incorporó un segundo andén adicional al ya existente. 